# Händel-Jahrbuch
Das Händel-Jahrbuch (HJb) ist ein musikwissenschaftliche Fachzeitschrift zu Ehren des Komponisten Georg Friedrich Händels, die jährlich durch die internationale Georg-Friedrich-Händel-Gesellschaft e. V. in Verbindung mit der Stiftung Händel-Haus in Halle (Saale) herausgegeben wird. Der „wissenschaftliche Sekretär“ der Händel-Gesellschaft ist zugleich Schriftleiter des Jahrbuchs, seit 2011 die Musikwissenschaftlerin Annette Landgraf.

## Verlag
Das Jahrbuch wurde zunächst durch den Hannoveraner Musikwissenschaftler Rudolf Steglich für die neue Händel-Gesellschaft in Leipzig herausgegeben, die 1925 durch Hermann Abert gegründet worden war. Von 1928 bis 1933 erschien es in sechs Bänden bei Breitkopf & Härtel in Leipzig.
Ab 1955 wurde es durch die Georg-Friedrich-Händel-Gesellschaft als Neue Folge im Deutschen Verlag für Musik in Leipzig verlegt. Die ersten vier Bände der Neuen Folge können doppelt als Fortsetzung der alten Folge gezählt werden. Von 1992 bis 1995 war das Studio-Verlag in Köln verantwortlicher Verleger.
Seitdem erscheint das Jahrbuch im Bärenreiter-Verlag in Kassel u. a. 2008 trat die Stiftung Händel-Haus in Halle (Saale) als Partner hinzu.

## Inhalt
Beiträge des Händel-Jahrbuchs erscheinen überwiegend in deutscher, teilweise in englischer Sprache. Während zwischen 1967 und 1976 im Jahrbuch nur gelegentlich Beiträge zu den anlässlich der Händel-Festspiele in Halle (Saale) stattfindenden internationalen Wissenschaftlichen Konferenzen veröffentlicht wurden, erscheinen seit 1989 regelmäßige Berichte. Außerdem werden die öffentlichen Festvorträge im Rahmen der Händel-Festspiele abgedruckt. Darüber hinaus finden freie Forschungsbeiträge Beachtung. Der Wirtschaftswissenschaftler Manfred Rätzer setzt im Jahrbuch die Aufführungsstatistik der Opern und Oratorien des Barockkomponisten fort. In den Bänden enthalten sind auch die Rechenschaftsberichte des Vereinspräsidenten. Ferner werden diverse Neuerscheinungen zum Themenkomplex Händel zusammengestellt, darunter auch neuen Bände der Hallischen Händel-Ausgabe (HHA; als kritische Gesamtausgabe).

## Zugang
Die Beiträge des Händel-Jahrbuchs sind im Online-Katalog (OPAC) der Bibliothek der Stiftung Händel-Haus in Halle (Saale) nachgewiesen. Das Jahrbuch ist im Buchhandel käuflich erwerbbar, Vereinsmitglieder erhalten es als Mitgliedsgabe.

## Schriftleitung
Über drei Jahrzehnte (1955 bis 1988) hatte der Händel-Forscher Walther Siegmund-Schultze die Funktion des Wissenschaftlichen Sekretärs der Gesellschaft inne.